# Новоросійська область
Новоросійська область Збройних сил Півдня Росії — адміністративно-територіальна одиниця Півдня Росії під час Громадянської війни в Росії з центром у місті Одеса. Створення області було затверджено Головкомом ЗСПР за поданням Особливої Наради 25 серпня 1919 року. Область була скасована у березні 1920 року після переходу всієї її території до складу Української СРР під час наступу РСЧА.

## Передісторія. Ідея «обласництва»
Модель «обласного устрою», як заміна унітарної самодержавної влади, була запропонована ще восени 1917 року «Юридичним Нарадою Тимчасового уряду», яка бачила майбутню Росію як «Держава Російська єдине і нероздільне…» але «… в Державі Російській буде введена обласна автономія». Така модель державного устрою була вироблена замість «федералізації», на яку багато політиків дивилися як на неможливу для Росії, так як, на їхню думку, «федералізація» передбачала об'єднання розрізнених раніше територій, а в Росії, навпаки — околиці, прагнуть до більшої самостійності, вже перебували в єдиній державі:212.
Історики В. Кулаків і Є. Каширіна пишуть, що із захопленням України і Криму у білих з'явилася необхідність юридично обґрунтувати державний суверенітет областей, які перебувають під їх контролем. У серпні 1919 року Головнокомандувач ЗСПР Денікін звернувся до населення Малоросії з обіцянкою, що «в основу розподілу областей Півдня Росії буде покладено початок самоврядування і децентралізації при неодмінній повазі до життєвих особливостей місцевого побуту».
У 1919 році, по мірі розширення територій, контрольованих Збройними силами на Півдні Росії, командування ЗСПР було серйозно стурбоване пошуком найкращої моделі побудови твердою місцевої влади, від чого залежало облаштування тилу воюючої армії і заспокоєння мирного населення, постраждалого в ході громадянської війни. При цьому доводилося брати до уваги передусім дві особливості: по-перше, необхідність повного знищення структур місцевого самоврядування, створених радянською владою, що обумовлювалось характером громадянської війни, спрямованої на повне взаємовиключення політико-правових систем, які борються між собою; і, по-друге, необхідність подолання сепаратизму національних окраїн колишньої Російської імперії, який помітно посилився в той час, що розглядалося як закономірна реакція на прихід до влади більшовиків у Центральній Росії:212.
У підсумку було вирішено зупинитися на обласний моделі адміністративно-територіального поділу. За основу був узятий «Наказ» від Київської губернії Установчим зборам, підготовлений професором О. Д. Білимовичем і по якому за основу поділу майбутньої Росії бралася «Область», складена на основі загальних фізико-географічних, етнографічних, економічних та історико-політичних ознак, але в основу ставилося принцип економічної спільноти об'єднуються в область територій. З цього «Наказу» Південну Росію пропонувалося розділити на три області: «Південно-Західну», «Лівобережну Малоросію» і «Південну Степову»:213.

## Межі області та адміністративний устрій
Новоросійська область була однією з чотирьох областей, утворених 25 серпня 1919 р. Наказом Головнокомандувача ЗСПР на зайнятих територіях, поряд з Київської, Харківської, та областю Північного Кавказу. Області поділялися на губернії, губернії на повіти, повіти на волості. В цілому адміністративний устрій ЗСПР повторювало дореволюційне.
У новостворену область увійшли колишня Херсонська губернія і повіти Північної Таврії, які межують з нею на сході.